# Boesenbergia petiolata
Boesenbergia petiolata är en enhjärtbladig växtart som beskrevs av Sirirugsa. Boesenbergia petiolata ingår i släktet Boesenbergia och familjen Zingiberaceae.
Artens utbredningsområde är Thailand. Inga underarter finns listade i Catalogue of Life.